# Wieża ratuszowa w Żninie

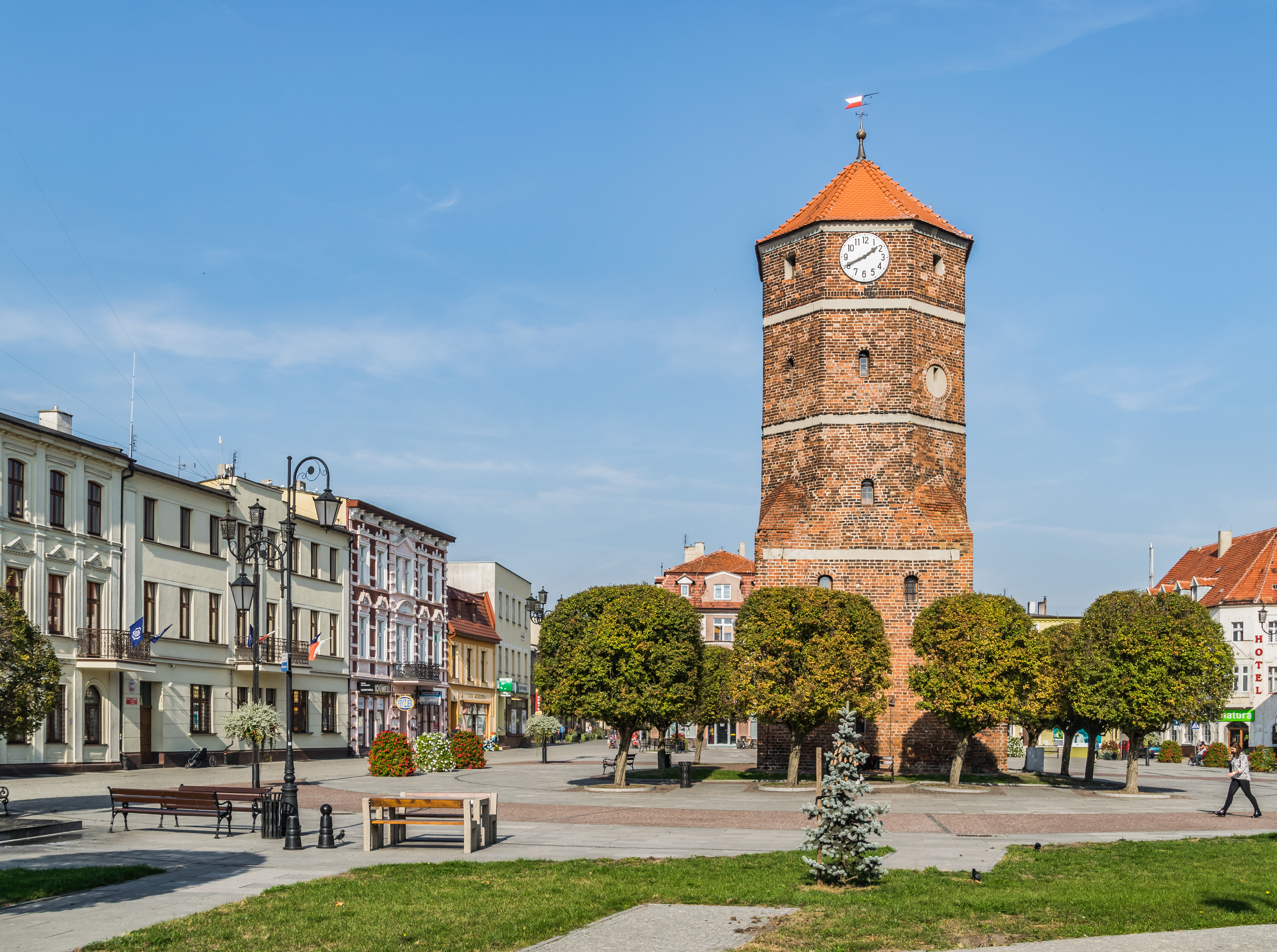
Rynek w Żninie

Wieża ratuszowa w Żninie – wzniesiona w latach 1447–1500, w przeszłości była częścią ratusza, który nie przetrwał do naszych czasów. W roku 1692 została uszkodzona w pożarze, a następnie odbudowana. Obecnie jest siedzibą Muzeum Ziemi Pałuckiej.

## Historia
Dawny ratusz w Żninie wzniesiono w latach 1447-1500. Budynek ten miał charakter obronny i został zniszczony w czasie wojen polsko-szwedzkich w roku 1656, a następnie rozebrany z wyjątkiem wieży, która dotrwała do naszych czasów. W roku 1692 wieża została uszkodzona w pożarze, odbudowano ją obniżoną o jedną kondygnację. W trakcie tej przebudowy powstał też dach namiotowy z barokowym hełmem, który dotrwał do połowy XIX wieku. W roku 1755 w budowli zainstalowano zegar, ufundowany przez burmistrza Zenona Konwerskiego. W roku 1961 w obiekcie znalazło siedzibę muzeum regionalne.
Decyzją wojewódzkiego konserwatora zabytków z dnia 3 kwietnia 1930 roku wieża ratusza została wpisana do rejestru zabytków.

## Architektura
Wieża ratuszowa w Żninie jest masywną budowlą wzniesioną na planie kwadratu, od wysokości pierwszego piętra przechodzi w ośmiobok. Kondygnacje są oddzielone od siebie fryzami opaskowymi oraz fryzem z cegieł kładzionych skośnie, okna zakończone są łukami odcinkowymi, a na trzeciej kondygnacji widnieje okrągła blenda. Pomiędzy pierwszą a drugą kondygnacją znajdują się łęki ułożone schodkowo. Wieża nakryta jest dachem namiotowym, który zastąpił pierwotne zwieńczenie z blankowaniem. Najstarszą częścią budowli są piwnice ze sklepieniami kolebkowymi, które w przeszłości pełniły funkcję więzienia lub aresztu. W piwnicach znajdują się również pozostałości średniowiecznego systemu centralnego ogrzewania tzw. hypocaustum. Znajduje się tu palenisko, od którego prowadzi system wewnętrznych kanałów grzewczych wbudowanych w mury wieży i ciągnący się na całej wysokości budowli.

## Ekspozycja
Obecnie w obiekcie mieści się oddział Muzeum Ziemi Pałuckiej, posiadający w swych zbiorach eksponaty etnograficzne i historyczne związane z regionem. W zbrojowni (parter) prezentowane są zbroje i stara broń, m.in. halabarda i cep bojowy, a także replika foglerza (rodzaj działa). Na pierwszym piętrze znajduje się ekspozycja przedmiotów wykopanych podczas rewitalizacji rynku żnińskiego (narzędzia kamienne i ceramika z XV-XVI wieku i fragment rurociągu z 1528). Na drugim piętrze ulokowana jest sala rady miejskiej, dawne pomieszczenie obrad rajców. Wiszą tu tarcze herbowe oraz stoją meble reprezentacyjne. Na trzecim piętrze zrekonstruowano skarbiec miejski z wagą szalkową. 